# Еццеліно II да Романо
Еццеліно II да Романо, відомий також як Еццеліно Чернець (італ. Ezzelino da Romano; ?, Романо-д'Еццеліно — 1235, монастир Кампезе біля Бассано-дель-Граппа) — військово-політичний діяч середньовічної Італії. Роки його правління відмічені постійними інтригами, змовами та війнами проти головного суперника – Аццо VI д’Есте.

## Життєпис
Еццеліно II да Романо був сином Еццеліно I да Романо. У 1199 році  падуанці захопили і розграбували родове гніздо Еццеліні — замок Онара. Після цього резиденція Еццеліно II була перенесена до Романо-д'Еццеліно. У 1209 році  Еццеліно II да Романо підтримав імператора Священної Римської імперії Оттона IV, від  якого у 1211 році він отримав у володіння Бассано-дель-Граппа.
Саме за допомогою  Еццеліно II да Романо  імператору вдалося взяти Верону, марку  Тревізо та стратегічно важливі дороги на Кремону. Але остаточно розбити сили Ломбарської ліги імператорському війську так і не вдалося. Втім,  Еццеліно II да Романо  був призначений імперським вікарієм..
У 1212 році він все-таки розбив біля Верони війська ломбарців, які очолював його давній супротивник Аццо VI д’Есте, який загинув у тому бою. 
У 1214 році Еццеліно II да Романо воював з Венеційською республікою.
У 1191-1193 роках був подестою в Тревізо, з 1200 року – у Вероні, а з  1211 року – у Віченці.
У 1221 пішов у монастир, розділивши свої володіння між синами – Еццеліно та Альберіко. Помер у монастирі в 1235 році.

## Родина
Еццеліно II да Романо був одружений чотири рази:
1. Агнеса д’Есте (1167) — дочка Обіццо I д’Есте та Софії да Лендінара.
2. Спронелла Далесманні (117- 1199) — дочка Долеманно Долеманні.
3. Сесилія д'Абано – спадкоємиця графа Манфредо д'Абано.
4. Аделаїда дельї Альберті ді Мангона — дочка графа Мангони.

Від цих чотирьох шлюбів Еццеліно мав багато дітей, серед яких: 
- Силіція
- Пальма Новелла
- Емілія (одружена з Альберто Конті)
- Софія
- Еццеліно III да Романо
- Альберіко да Романо
- Кунігерда[6]